# Saint-Denis-le-Thiboult
Saint-Denis-le-Thiboult település Franciaországban, Seine-Maritime megyében. Lakosainak száma 501 fő (2022. január 1.). Saint-Denis-le-Thiboult Perruel, Vascœuil, Auzouville-sur-Ry, Elbeuf-sur-Andelle, Martainville-Épreville, Ry és Saint-Aignan-sur-Ry községekkel határos.

## Népesség
A település népessége az elmúlt években az alábbi módon változott:
| Lakosok száma | 513  | 511  | 521  | 504  | 503  | 502  | 498  | 500  | 501  |
|               | 2013 | 2015 | 2016 | 2017 | 2018 | 2019 | 2020 | 2021 | 2022 |